# مارتین انالز
مارتین انالز (انگلیسی: Martin Ennals); (۲۷ ژوئیهٔ ۱۹۲۷ – ۵ اکتبر ۱۹۹۱) یک فعال حقوق بشر اهل بریتانیا بود که از ۱۹۶۸ تا ۱۹۸۰ دبیرکل عفو بین‌الملل بود. او در تأسیس سازمان حقوق بشر انگلیسی در ۱۹۸۷ و همچنین سازمان صلح‌دوست هشدار بین‌المللی در ۱۹۸۵ کمک کرد.
در دوران تصدی انالز به عنوان دبیرکل، عفو بین‌الملل جایزه صلح نوبل، جایزه اراسموس و جایزه حقوق بشر سازمان ملل را دریافت کرد.

## دوران جوانی و زندگی‌حرفه‌ای
در سال ۱۹۲۷ در والسال، استافوردشر در خانواده آرتور فورد انالز و همسرش جسی ادیت تیلور متولد شد. انالز در مدرسه دولتی کوئین‌مری و مدرسه اقتصاد لندن تحصیل کرد و موفق به کسب مدرک کارشناسی روابط بین‌الملل شد. انالز در سازمان آموزشی، علمی و فرهنگی ملل متحد (یونسکو) از ۱۹۵۱ تا ۱۹۵۹ خدمت کرد. انالز در ۱۹۵۹ یکی از اعضای بنیانگذاران جنبش ضد آپارتاید شد و همچنین دبیرکل شورای ملی آزادی‌های مدنی شد. که تا سال ۱۹۶۶ هنگامی‌که مسئول اطلاعات و انتشارات کمیسیون برابری نژادی شد به این کار ادامه داد.
انالز در ۱۹۶۸ دبیرکل عفو بین‌الملل شد. در آن زمان، این سازمان دارای ۷ کارمند و بودجه سالانه ۱۷۰۰۰ پوند بود. دوازده سال بعد، تعداد کارکنان این سازمان با بودجه سالانه ۲ میلیون پوند به ۱۵۰ نفر افزایش یافت. انالز نماینده دورانی بود که در آن عفو بین‌الملل تبدیل به یک سازمان حقوق بشری مورد توجه جهانی گردید. عفو بین‌الملل در ۱۹۷۶ جایزه اراسموس، جایزه صلح نوبل در ۱۹۷۷ و جایزه حقوق بشر سازمان ملل در ۱۹۷۸ را دریافت کرد. انالز از افراد دیگر خواسته بود تا از طرف عفو بین‌الملل این جایزه را بپذیرند.
در ۱۹۸۲ انالز بنیان‌گذار سازمان اطلاعات و سیستم‌های اسناد حقوق بشر و رئیس آن شد.
در ۱۹۸۶ انالز اولین دبیرکل هشدار بین‌المللی گردید.
انالز دو برادر بزرگتر داشت. جان و دیوید. دیوید انالز سیاستمدار بریتانیایی و وزیر امور خارجه در امور خدمات اجتماعی بود.

## جایزه
جایزه مارتین انالز برای مدافعان حقوق بشر، این جایزه به افتخار انالز در ۱۹۹۳ ایجاد شد، از آن پس همه ساله به کسی تعلق می‌گیرد که سابقه استثنایی در مبارزه با نقض حقوق بشر با ابزارهای شجاعانه نشان داده و نیاز به حمایت داشته باشد. این جایزه یک «تبلیغات محافظتی» بین‌المللی به مدافعان حقوق بشر در سراسر جهان می‌دهد که عمدتاً در کشور مبدأ از آن محروم هستند (از ویژگیهای منحصر به فرد این جایزه، نقش حفاظتی‌اش بسیار مهم است)، که با استفاده از رسانه‌های جمعی و تبلیغ گسترده در (تلویزیون، رادیو) و (اینترنت) صورت می‌گیرد. برنده این جایزه در ژنو، مرکز جهانی حقوق بشر، توسط هیئت منصفه‌ای متشکل از ۱۰ سازمان بین‌المللی برجسته حقوق بشری، مانند عفو بین‌الملل، دیده‌بان حقوق بشر، خط مقدم، کمیسیون بین‌المللی حقوقدانان، سازمان اطلاعات و سیستم‌های اسناد حقوق بشر و غیره انتخاب می‌شود.
جایزه مارتین انالز جایزه کل جنبش حقوق بشر محسوب می‌شود. این جایزه به عنوان «جایزه نوبل حقوق بشر» شناخته می‌شود. مراسم سالانه آن در شهر ژنو برگزار می‌شود، این رویداد پوشش جهانی اینترنتی و تلویزیونی دارد.
| سال   | نام دریافت کنندگان                                                              |
| ----- | ------------------------------------------------------------------------------- |
| ۱۹۹۴  | هری وو ( چین)                                                                   |
| ۱۹۹۵  | عاصمه جهانگیر ( پاکستان)                                                        |
| ۱۹۹۶  | کلمان موانکوو ( نیجریه)                                                         |
| ۱۹۹۷  | اسقف ساموئل رویز ( مکزیک)                                                       |
| ۱۹۹۸  | ایاد السراج ( فلسطین)                                                           |
| ۱۹۹۹  | ناتاشا کاندیک ( یوگسلاوی)                                                       |
| ۲۰۰۰  | ایماکولی بیرهاهکا ( جمهوری دموکراتیک کنگو)                                      |
| ۲۰۰۱  | بریگادهای صلح بین‌الملل ( کلمبیا)                                                |
| ۲۰۰۲  | ژاکلین مودینا ( چاد)                                                            |
| ۲۰۰۳  | آلیریو اورایب مانوز ( کلمبیا)                                                   |
| ۲۰۰۴  | لیدیا یوسوپووا ( روسیه)                                                         |
| ۲۰۰۵  | اکثم نعیسه ( سوریه)                                                             |
| ۲۰۰۶  | اکبر گنجی ( ایران) وآرنولد سونگا ( زیمبابوه)                                    |
| ۲۰۰۷  | راجان هول، کوپالاسینگ‌هام سریتاران (هردو سری‌لانکا) وپیر کلاور بونیمپا ( بوروندی) |
| ۲۰۰۸  | معتبر تاجیبایوا ( ازبکستان)                                                     |
| ۲۰۰۹  | عماد باقی ( ایران)                                                              |
| ۲۰۱۰  | محمد الحسنی ( سوریه)                                                            |
| ۲۰۱۱  | کاشا ژاکلین نباگسرا ( اوگاندا)                                                  |
| ۲۰۱۲  | لون سوروات ( کامبوج)                                                            |
| ۲۰۱۳: | گروه موبایل جوینت ( روسیه)                                                      |
| ۲۰۱۴  | آلخاندرا آنکیتا ( مکزیک)                                                        |
| ۲۰۱۵  | احمد منصور ( امارات متحده عربی)                                                 |
| ۲۰۱۶  | الهام توختی                                                                     |